# Hội đồng các Sắc tộc Việt Nam Cộng hòa
Hội đồng các Sắc tộc Việt Nam Cộng hòa hoặc Hội đồng Sắc tộc, là cơ quan đảm trách việc cố vấn cho chính phủ Việt Nam Cộng hòa về các vấn đề liên quan đến đồng bào thiểu số người Thượng tồn tại từ năm 1970 đến năm 1975.

## Lịch sử hình thành
Cùng với việc thành lập Bộ Phát triển Sắc tộc, Hiến pháp năm 1967 đã thiết lập một định chế đặc biệt cho đồng bào các dân tộc thiểu số là Hội đồng các Sắc tộc. Nhiệm vụ, quyền hạn, cơ cấu tổ chức và sự điều hành đã được Tổng thống duyệt y trong Luật số 014/69 ngày 14 tháng 10 năm 1969; Sắc lệnh 610-TT/SL ngày 28 tháng 10 năm 1969 ấn định thể thức đề cử hội viên Hội đồng các Sắc tộc và tổ chức cơ quan hành chính và chuyên môn sâu của Hội đồng này; Sắc lệnh 694-TT/SL ngày 19 tháng 12 năm 1969 bổ túc thành phần Hội đồng Giám định Trung ương quy định tại Điều 5 Sắc lệnh 610-TT/SL ngày 28 tháng 10 năm 1969 ấn định các thể thức thi hành Luật số 014/69 về tổ chức và điều hành Hội đồng các Sắc tộc; Sắc lệnh 1023-TT/SL ngày 21 tháng 12 năm 1970 duyệt nội quy của Hội đồng các Sắc tộc.
Hội đồng các Sắc tộc chính thức bắt đầu hoạt động kể từ khóa họp đầu tiên khai mạc ngày 19 tháng 12 năm 1970 tại Phòng Hội Quốc tế Khách sạn Hoàn Mỹ, Sài Gòn dưới quyền chủ tọa của Tổng thống Nguyễn Văn Thiệu với sự hiện diện đông đảo của các nhân vật cao cấp trong và ngoài nước. Sự thành lập và hoạt động của Hội đồng các Sắc tộc là một cột mốc quan trọng trong chính sách đối với các dân tộc thiểu số ở Việt Nam, đáp ứng nguyện vọng tha thiết của đồng bào các dân tộc thiểu số. Từ sau biến cố 30 tháng 4 năm 1975, Chính phủ Cách mạng lâm thời Cộng hòa miền Nam Việt Nam đã chính thức bãi bỏ định chế này.

## Nhiệm vụ và quyền hạn
Trong chương thứ nhất của Luật số 014/69 ghi rõ:
- Hội đồng các Sắc tộc đại diện các sắc tộc thiểu số sống trên lãnh thổ Việt Nam Cộng hòa có nhiệm vụ: Cố vấn cho Chính phủ về các vấn đề liên quan đến đồng bào thiểu số; trình bày sáng kiến, dự thảo những dự án, kế hoạch liên quan đến đồng bào thiểu số.[2]
- Hội đồng các Sắc tộc phải được chính phủ tham khảo ý kiến về các vấn đề liên quan đến đồng bào thiểu số.[2]
- Hội đồng các Sắc tộc với sự chấp thuận của Quốc hội, có thể cử đại diện thuyết trình trước Quốc hội về các vấn đề liên hệ. Quốc hội có thể tham khảo ý kiến Hội đồng các Sắc tộc về các dự luật liên quan đến đồng bào thiểu số trước khi đưa ra thảo luận.[2]

## Cơ cấu tổ chức
Hội đồng các Sắc tộc gồm một văn phòng thường trực phụ trách điều hành hoạt động thường xuyên của Hội đồng và chín ủy ban chuyên môn hợp lại thành Hội đồng các Chủ tịch Ủy ban Chuyên môn, chuyên nghiên cứu các vấn đề liên hệ đến sắc tộc, được trợ giúp bởi một Nha tổng quản trị về phương diện hành chính và một ban chuyên viên về phương diện nghiên cứu.

### Văn phòng Thường trực
Ngoài chức vụ Chủ tịch do Phó Tổng thống đảm nhiệm đã được Hiến pháp quy định, văn phòng thường trực do một Phó Chủ tịch, một Tổng thư ký và hai Phó Tổng thư ký Đại Hội đồng bầu hằng năm.
Chủ tịch đại diện Hội đồng trong các buổi lễ chính thức, ký và thi hành các quyết định của Hội đồng, liên lạc trực tiếp với hành pháp, lập pháp và tư pháp, là phát ngôn viên chính thức của Hội đồng về các vấn đề đã được hội đồng quyết định, triệu tập, chủ tọa, khai mạc, bế mạc các phiên họp Hội đồng, chủ tọa các phiên họp hàng tháng của Văn phòng Thường trực và các phiên họp định kỳ giữa Văn phòng Thường trực và Hội đồng các Chủ tịch Ủy ban Chuyên môn trừ trường hợp ủy quyền cho Phó Chủ tịch và trông coi sự thi hành nội quy hội đồng.
Tổng thư ký phụ tá Chủ tịch trong việc điều hành các hoạt động của Hội đồng, phối hợp hoạt động của các Ủy ban Chuyên môn và là thuyết trình viên các vấn đề không thuộc ủy ban nào, soạn thảo nghị trình các phiên họp, và các văn bản liên quan.

### Ủy ban Chuyên môn
Theo nội quy Hội đồng ấn định, số ủy ban chuyên môn của Hội đồng các Sắc tộc có thể gia giảm theo nhu cầu đòi hỏi. Hiện nay Hội đồng các Sắc tộc gồm chín ủy ban chuyên môn: Ủy ban Quy chế các Sắc tộc thiểu số, Ủy ban Nội vụ, Ủy ban Tư pháp, Ủy ban Văn hóa Giáo dục, Ủy ban Phát triển Dân sinh, Ủy ban An ninh Quân vụ, Ủy ban y tế Xã hội, Ủy ban Thông tin Thanh niên và Ủy ban Điền địa. Mỗi ủy ban có một chủ tịch điều hành với một số ủy viên.

## Thành phần hội viên
Theo Hiến pháp năm 1967, Hội đồng các Sắc tộc do Phó Tổng thống làm Chủ tịch, gồm 1/3 hội viên do Tổng thống chỉ định và 2/3 hội viên do các sắc tộc đề cử qua một cuộc đề cử với nhiệm kỳ bốn năm. chiếu Hiến pháp, sau khi Quốc hội thảo luận và biểu quyết, tổng thống ban hành luật 014/69 quy định Hội đồng các Sắc tộc gồm 48 hội viên thực thụ và 12 hội viên dự khuyết, trong đó có 16 hội viên thực thụ và 4 hội viên dự khuyết do Tổng thống chỉ định, 42 hội viên thực thụ và 8 hội viên dự khuyết do đồng bào các sắc tộc đề cử và được Tổng thống bổ nhiệm bằng sắc lệnh.
Hội viên các thành phần được đề cử là nam, nữ công dân sắc tộc Thượng Miền Nam, Thượng Miền Bắc di cư, chàm có đầy đủ tư cách công dân. Thành phần đề cử được phân chia cho Thượng miền Nam 25 hội viên thực thụ, 6 hội viên dự khuyết, Thượng Miền Bắc di cư 4 hội viên thực thụ, 1 hội viên dự khuyết và chàm 2 hội viên thực thụ, 1 hội viên dự khuyết. Trong sinh hoạt hội đồng, các hội viên hoàn toàn bình đẳng và bình quyền đề xuất các sáng kiến, các dự án để ghi vào nghị trình của hội đồng, có quyền ứng cử và bầu cử các chức vụ trong văn phòng thường trực và Hội đồng các Chủ tịch Ủy ban Chuyên môn. Các hội viên có trách nhiệm như phải tham gia ít nhất một ủy ban chuyên môn và nhiều nhất là ba ủy ban nếu được Đại hội bầu, chỉ được đảm nhận một chức vụ trong Văn phòng Thường trực hay chỉ đảm nhận một chức vụ Chủ tịch Ủy ban mà thôi.

### Tiếng Việt
- Hồ Di Sắt (1973), Vài nét về Hội đồng Sắc tộc nhiệm kỳ 1970-1974, Sài Gòn.
- Hội đồng các Sắc tộc (1974), Dự án Chánh sách sắc tộc, Trung tâm Lưu trữ Quốc gia II.
- Hội đồng các Sắc tộc (1974), Dự án Chánh sách dân tộc, Trung tâm Lưu trữ Quốc gia II.
- Bộ Phát triển Sắc tộc, Về dự án thiết lập Hội đồng Sắc tộc ngày 14 tháng 3 năm 1968, Trung tâm Lưu trữ Quốc gia II.
- Bộ Phát triển Sắc tộc, Về việc tổ chức và điều hành Hội đồng Sắc tộc ngày 3 tháng 6 năm 1969, Trung tâm Lưu trữ Quốc gia II.
- Nguyễn Trắc Dĩ (1972), Hội đồng các Sắc tộc - Một tân định chế dân chủ của Đệ Nhị Cộng hòa Việt Nam, Bộ Phát triển Sắc tộc, Sài Gòn.
- Bài nói chuyện của Tổng thống Việt Nam Cộng hòa nhân ngày mãn nhiệm của Hội đồng Sắc tộc tại Dinh Độc Lập ngày 25 tháng 10 năm 1974, Trung tâm Lưu trữ Quốc gia II.

### Tiếng Anh
- Gerald Hikey, 1982, "Free in the Forest". Ethnohistory of the Vietnamese Central Highlands 1954-1976, Yale University Press.
- Mark W. McLeod: "Indigenous Peoples and Vietnamese Revolution 1930-1975", Journal of World History 10.2 (1999) p. 313-389.
- Andrew Hardy, 2005, Red hills - Migrants and the State in the Highlands of Vietnam, Singapore Institute of Southeast Asian Studies, NIAS Press, Singapore.
- Norman Charles Labrie: FULRO: The History of Political Tension in the South Vietnamese Highlands, Master of Arts Thesis, University of Massachusetts, 1971.
- Gerald C. Hickey, 1967, "The Highland People of South Vietnam", Social and Economic Development, Santa Monica, California, the Rand Corporation Memorandum RM-5281/1-ARPA.